# تل حسن باشا
تل حسن باشا (به عربی: تل حسن باشا) یک روستا در سوریه است که در ناحیه مرکزی سلمیه واقع شده‌است. تل حسن باشا ۱٬۱۸۰ نفر جمعیت دارد.